# ألكسندر ميليخوف
ألكسندر ميليخوف (الروسية: Александр Андреевич Мелихов) هو لاعب كرة قدم روسي في مركز حراسة المرمى، ولد في 23 مارس 1998 في نوفوكوزنتسك في روسيا. لعب مع توم تومسك.

## وصلات خارجية
- ألكسندر ميليخوف على موقع قاعدة بيانات كرة القدم.إي يو (الإنجليزية)
- ألكسندر ميليخوف على موقع Soccerway.com (الإنجليزية)
- ألكسندر ميليخوف على موقع عالم كرة القدم.نت (الإنجليزية)